# Charles Brantley Aycock

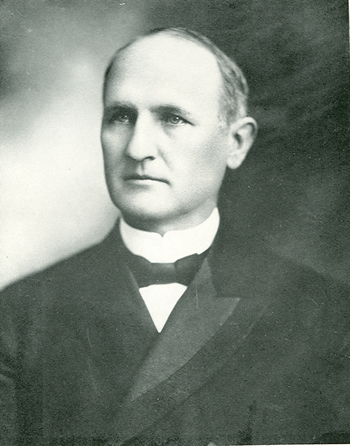
Charles Brantley Aycock

Charles Brantley Aycock (* 1. November 1859 bei Fremont, Wayne County, North Carolina; † 4. April 1912 in Birmingham, Alabama) war ein US-amerikanischer Jurist  und Politiker und der 50. Gouverneur des Bundesstaates North Carolina.

## Frühe Jahre und politischer Aufstieg
Charles Aycock besuchte das Wilson Collegiate Institute sowie das Kingston Collegiate Institute und studierte dann an der University of North Carolina at Chapel Hill. Dort machte er im Jahr 1880 seinen Abschluss. Nach einem Jurastudium und seiner Zulassung als Anwalt eröffnete er in Goldsboro eine Kanzlei. Außerdem entwickelte er eine Leidenschaft für das Bildungswesen. Einige Zeit arbeitete er als Lehrer und Schulrat im Wayne County. Außerdem war er Direktor einer Schule für Afroamerikaner.
Aycock gehörte der Demokratischen Partei an. In deren Auftrag war er bei den Präsidentschaftswahlen der Jahre 1888 und 1892 ein Wahlmann für Grover Cleveland. Zwischen 1893 und 1898 war er als Nachfolger von Charles A. Cooke Bundesstaatsanwalt für den östlichen Distrikt von North Carolina. Aycock wurde in jenen Jahren sehr populär und seine Partei nominierte ihn im Jahr 1900 für das Amt des Gouverneurs. Er wurde gerne als Redner angefragt, er befürwortete und unterstützte so das Wilmington-Massaker von 1898. Er soll auch Mitglied der Red Shirts gewesen sein. Seine Nominierung erfolgte ohne Gegenkandidaten.

## Gouverneur von North Carolina
Nach seinem Wahlsieg trat er am 15. Januar 1901 seine vierjährige Amtszeit an. Als Gouverneur widmete er sich erwartungsgemäß der Bildungspolitik. Auf diesem Gebiet erwarb er sich große Verdienste. Er bekam den Ehrennamen „Education Governor“. Die Gehälter der Lehrer wurden erhöht, um den Beruf attraktiver zu machen. Die Schulzeiten wurden verlängert und Hunderte von neuen Schulen wurden gebaut. Die meisten waren allerdings den weißen Kindern vorbehalten. Trotzdem wurden auch für schwarze Kinder neue Schulen gebaut. Die Politik der Rassentrennung wurde in North Carolina erst Mitte des 20. Jahrhunderts überwunden. Aycock verbesserte auch die Gesetze gegen Kinderarbeit und trat für die Alkoholprohibition ein. Ein anderes Gesetz in seiner Zeit betraf eine bessere Kontrolle bei Wahlen gegen Betrug und Wahlfälschungen. Auch gegen Lynchmorde wurden neue Gesetze erlassen, weil in jener Zeit im Süden der USA, und damit auch in North Carolina, oftmals Menschen ohne Prozess einfach gehängt wurden. In diesem Zusammenhang muss man auch die Umtriebe des Ku-Klux-Klan erwähnen, der sich ebenfalls solcher Methoden bediente.

## Lebensabend
Nach dem Ende seiner Amtszeit am 11. Januar 1905 widmete sich Aycock wieder seiner Anwaltskanzlei. Die Politik hat er aber nie aus den Augen verloren. Er setzte sich auch weiterhin für die Verbesserung des Bildungssystems ein. Im Jahr 1911 gab er seine Kandidatur für einen Sitz im US-Senat bekannt. Er starb aber noch vor den Wahlen an einem Herzanfall während einer Rede vor der Bildungskommission von Alabama. Charles Aycock war zweimal verheiratet und hatte insgesamt zehn Kinder.